# Distrito de Rorschach
El distrito de Rorschach (en alemán Wahlkreis Rorschach, hispanizado Círculo electoral de Rorschach) es uno de los ocho distritos del cantón de San Galo, Suiza. Tiene una superficie de 50,37 km².

## Geografía
El distrito de Rohrschach se encuentra situado en la región del lago de Constanza. Limita al norte con los distritos de Bodensee (DE-WB) y Lindau (DE-BY), al noreste con el de Bregenz (AT-08), al sureste con el de Rheintal, al sur con el cantón de Appenzell Rodas Exteriores, al suroeste con el distrito de San Galo, y al noroeste con el de Arbon (TG).

## Comunas
| Distrito de Rorschach | Distrito de Rorschach  | Distrito de Rorschach |
| Comunas               | Población (31.12.2008) | Superficie km²        |
| --------------------- | ---------------------- | --------------------- |
| Berg                  | 869                    | 3.74                  |
| Goldach               | 9054                   | 4.68                  |
| Mörschwil             | 3416                   | 9.83                  |
| Rorschach             | 8743                   | 1.78                  |
| Rorschacherberg       | 6756                   | 7.11                  |
| Steinach              | 3295                   | 4.52                  |
| Thal                  | 6119                   | 9.58                  |
| Tübach                | 1191                   | 1.99                  |
| Untereggen            | 1011                   | 7.14                  |
| Total (9)             | 40 454                 | 50.37                 |